# Pianeta ctonio
Un pianeta ctonio è un gigante gassoso privo della caratteristica atmosfera a base di idrogeno ed elio, a causa dell'estrema vicinanza ad una stella. Il nucleo roccioso o metallico rimanente è per certi versi simile ad un pianeta terrestre.
HD 209458 b è un esempio di gigante gassoso la cui atmosfera è in fase di dissoluzione, sebbene non possa ancora essere propriamente definito un pianeta ctonio né lo diventerà nel futuro prossimo. Alcuni scienziati hanno suggerito che Mercurio, la cui densità interna è particolarmente elevata e il cui nucleo è ricco di elementi metallici, potrebbe essere un pianeta ctonio. Un altro presunto esempio di pianeta di questo tipo è Kepler-70 b.
Il termine "ctonio" deriva dall'espressione greca chthonia, che significa "della Terra". La mitologia greca contempla almeno tre personaggi con questo nome, tutti correlati in qualche modo con la divinità Demetra.